# Desire & Freedom
Desire & Freedom ist ein Musikalbum des Rodrigo Amado Motion Trio. Die am 9. Februar 2016 in den Namouche Studios, Lissabon, entstandenen Aufnahmen erschienen im Oktober 2016 auf Not Two Records.

## Hintergrund
Amados mittlere Schaffensperiode begann für João Esteves da Silva mit der ersten Veröffentlichung des Motion Trio im Jahr 2009, das er als völligen Wendepunkt charakterisierte: Amado konzentrierte sich nun ausschließlich auf das Tenorsaxophon und klang inzwischen tief mit den Wurzeln des Jazz verbunden, notierte João Esteves da Silva. Das Trio war etwa ein Jahrzehnt lang äußerst aktiv und bildete Amados Kerngruppe, gelegentlich ergänzt durch Gäste wie den Posaunisten Jeb Bishop oder den Trompeter Peter Evans, mit denen die Band jeweils zwei Alben aufnahm: The Flame Alphabet (2013) und The Freedom Principle (2014). Nach diesen Kollaborationen, auf dem Höhepunkt ihrer Karriere, kehrten die Musiker als Trio ins Studio zurück und produzierten ihr wohl bekanntestes Werk Desire & Freedom mit drei langen, sich entfaltenden Improvisationen.

## Titelliste
- Rodrigo Amado Motion Trio – Desire and Freedom (Not Two Records MW 946-2)[2]

1. Freedom Is a Two-Edged Sword 15:26
2. Liberty 17:18
3. Responsibility 20:12

Die Kompositionen stammen von Ferrandini, Mira und Amado.

## Rezeption
Amado habe in den späten 2010er Jahren endlich eine richtige Arbeitsband gefunden, eine, die nach nichts anderem klang, meinte João Esteves da Silva (Daily Bandcamp). Sie habe vor allem über eine einzigartige Rhythmusgruppe verfügt, die einerseits zutiefst abstrakt war und andererseits die Musik unerbittlich vorantrieb. Miguel Mira, der ein wie ein Kontrabass gestimmtes Cello benutzt und dessen Rolle sehr stark übernimmt, verleihe dem Ensemble eine unglaubliche Leichtigkeit und Elastizität. Und Gabriel Ferrandini (ebenfalls Teil von Amados Wire Quartet, einer anderen bedeutenden Band dieser Zeit) sei einer der einzigartigsten Schlagzeuger überhaupt. Er würde nie auch nur annähernd einen Beat spielen und oft eine enorme Bandbreite der Dynamik nutzen, wobei er gleichermaßen zu verheerenden Energiestößen wie zu subtilsten Klangerkundungen fähig sei. Zusammen bildeten Mira und Ferrandini „eine Art Zauberteppich“, über den Amado seine Linien wirklich fließen lassen konnte. Mit all den Details, die sich unter der Oberfläche abspielen, lädt es zu ständiger Neuinterpretation ein – das Kennzeichen eines wahren Klassikers.
Nach Ansicht von Glenn Astarita, der das Album in All About Jazz rezensierte, würde sich der portugiesische Saxophonist Rodrigo Amado durch seine selbstbewussten Experimente innerhalb zahlreicher Ausprägungen und Spielarten des Jazz auszeichnen. Durch Sessions mit amerikanischen Freidenkern wie dem Posaunisten Jeb Bishop, dem Bassisten John Hébert, dem Trompeter Dennis González und vielen anderen namhaften Musikern habe er sich zu einem wichtigen Akteur der europäischen Progressive-Jazz-Szene entwickelt. Das Album Amados mit seinen Landsleuten biete eine blühende, asymmetrische Session, die fest in einem temperamentvollen, frei gestalteten Streifzug verwurzelt sei und von schwungvollen Flows und lebendigen Call-and-Response-Mechanismen strotzte. Im Grunde sei dieses Trio ein Perpetuum mobile.